# Говоров, Михаил Прокофьевич
Михаил Прокофьевич Говоров (1913—1967) — участник Великой Отечественной войны, командир 533-го истребительного противотанкового артиллерийского полка 61-й армии 1-го Белорусского фронта, майор. Герой Советского Союза.

## Биография
Родился 26 октября (8 ноября по новому стилю) 1913 года в Тифлисе. Русский.
Окончил 8 классов. Работал слесарем-инструментальщиком на заводе «Ростсельмаш».
В Красной Армии с 1935 года. В 1939 году окончил курсы младших лейтенантов. Участник Великой Отечественной войны с 1941 года. В январе 1943 года окончил артиллерийские курсы усовершенствования комсостава. Член ВКП(б)/КПСС с 1943 года.
Освобождал город Кобрин 20 июля 1944 года в ходе Люблин-Брестской операции.
Командир 533-го истребительного противотанкового артиллерийского полка майор Михаил Говоров отличился при прорыве обороны противника с магнушевского плацдарма на реке Висла северо-восточнее г. Варка (Польша). 14 января 1945 года батареи полка разрушили 14 дзотов, уничтожили 2 наблюдательных пункта и 10 пулемётных точек врага, чем обеспечили стрелковым подразделениям форсирование реки Пилица и захват первой и второй вражеской траншей. Умело организовав огонь и манёвр батарей при отражении танковой контратаки 31 января на окраине населённого пункта Регентин (ныне Реденцин, 10 км северо-восточнее г. Добегнев, Польша), полк уничтожил 6 танков и 5 штурмовых орудий.
В 1946 году Говоров окончил высшую офицерскую школу в Ленинграде. С 1959 года полковник Говоров — в запасе.
Проживал в Тернополе.
Умер 20 января 1967 года.

## Награды
- Звание Героя Советского Союза присвоено 27 февраля 1945 года (медаль № 5682)[2].
- Награждён орденом Ленина, двумя орденами Красного Знамени, орденами Александра Невского и Отечественной войны 2 степени, двумя орденами Красной Звезды, а также медалями.